# Карпунин, Вячеслав Петрович
Вячеслав Петрович Карпунин — советский военачальник, участник Советско-финляндской и Великой Отечественной войн, вице-адмирал (с 18 февраля 1958 года), кандидат военно-морских наук (с 1966 года).

## Биография
Родился 13 (26) февраля 1909 года в Уральске Уральской области Российской империи.
На военной службе в ВМС РККА / ВМФ СССР с 1927 года. В 1931 году закончил Военно-морское училище имени М. В. Фрунзе, в 1932 году — Курсы командного состава Учебного отряда подводного плавания. В 1941 году закончил Военно-морскую академию РК ВМФ имени К. Е. Ворошилова. Член ВКП(б)/КПСС с 1942 года.
С 1931 года — штурман подводной лодки «Декабрист», в 1933—1935 годах — помощник командира подводной лодки «Народоволец», с 1935 года — помощник командира, а затем — с июля 1935 года по март 1938 года — командир подводной лодки Д-1, в 1938—1940 годах — командир 1-го дивизиона Бригады подводных лодок Северного флота, в 1941—1943 годах — начальник Отдела подводного плавания штаба Северного флота, в 1943 году — начальник отдела Управления подводного плавания ВМФ, в 1943—1945 годах — начальник Отдела подводного плавания Северного флота, в 1945—1951 годах — заместитель начальника Оперативного управления, затем 2-го управления Главного морского штаба ВМФ, в 1951—1971 годах — начальник кафедры Высшей военной академии имени К. Е. Ворошилова, в 1971—1977 годах — научный консультант Военно-морской академии.
В 1946—1947 годах являлся представителем СССР в Комитете военно-морских экспертов при подготовке мирных договоров с Италией, Румынией, Венгрией, Болгарией, Финляндией, а также переговоров по вопросу раздела итальянского флота в 1950—1951 годах.
Умер в 15 марта 1998 года.